# Kinoton
Die Kinoton GmbH ist ein deutscher Hersteller von digitaler Projektionstechnik, klassischer Filmtechnik, Studiotechnik und 360°-LED-Display-Systemen. Firmensitz ist Germering bei München. Niederlassungen befinden sich in Berlin, Hamburg und Neuss – Service-Stützpunkte in ganz Deutschland und Österreich. Mit einem internationalen Vertriebs- und Servicenetzwerk betreut das Unternehmen Kunden weltweit. 2010 hatte Kinoton die Position 996 auf der Liste von „Deutschlands 1.000 Weltmarktführer“ des Manager Magazins inne, auf der deutsche Firmen aufgelistet sind, die unter den drei weltweit umsatzstärksten Unternehmen in ihrem Bereich sind.

## Geschichte
Kinoton wurde 1948 in München als lokaler Dienstleistungsbetrieb für Filmtheater gegründet. Im folgenden Jahr erhielt das Unternehmen die Vertriebsrechte für die Kinoprojektoren des niederländischen Philips-Konzerns. 1963 präsentierte Kinoton den ersten selbst entwickelten Projektor. 1968 folgte mit der ST200 die weltweit erste Filmtellereinrichtung für eine erstmals umspulfreie Filmvorführung. Starkes Wachstum in den folgenden Jahrzehnten. In den 1980er Jahren wurden auch die Entwicklung, Herstellung und der Vertrieb von Projektoren und Geräten für Filmstudios und Post-Produktionshäuser aufgenommen. Im Jahr 2000 startete Kinoton mit der Entwicklung und Produktion von D-Cinema-Lösungen.
1988 und 2004 wurde Kinoton mit dem Scientific and Engineering Award ausgezeichnet, 1988 für die Entwicklung der ersten Filmtellereinrichtung, 2004 für die Entwicklung der Schnelllauf-Projektoren FP 30 EC II und FP 38 EC II. 
Seit dem 1. April 2014 befindet sich die Kinoton GmbH in Liquidation. Die Bereiche Produktvertrieb und Beratung sowie Wartung und Service werden durch die neugegründete Gesellschaft „Kinoton Digital Solutions GmbH“ übernommen.